# Єлизаветград (село)
Єлизаветгра́д (рос. Елизаветград) — село (в минулому селище) у складі Табунського району Алтайського краю, Росія. Входить до складу Лебединської сільської ради.

## Географія
Село розташоване в межах Кулундинської рівнини, на південний схід від озера Шошкали, на висоті 113 метрів над рівнем моря. Рельєф місцевості — рівнинний, село оточене полями. Поширені темно-каштанові ґрунти.
Автомобільними дорогами відстань до адміністративного центру сільського поселення села Лебедино — 12 км, районного центру села Табуни — 54 км, до крайового центру міста Барнаул а — 370 км.

### Клімат
Клімат помірний континентальний (згідно класифікації кліматів Кеппена-Гейгера — тип Dfb). Середньорічна температура позитивна і становить + 2,2 °С, середня температура найхолоднішого місяця січня — 16,7 °C, найжаркішого місяця липня + 20,9 °С. Багаторічна норма опадів — 300 мм, найбільша кількість опадів випадає у липні — 52 мм, найменше в лютому та березні — по 13 мм

### Часовий пояс
Єлизаветград, як і весь Алтайський край, знаходиться в часовому поясі Омський час. Зсув відносно UTC +6:00. Щодо московського часу часовий пояс має постійний зсув +3 години і позначається в Росії як MSK +3.

## Історія
Засноване у 1910 у переселенцями з Північного Причорномор'я. До 1917 — католицько-лютеранський селище Златополінської волості Барнаульського повіту Томської губернії. Довгий час село називалася  «Прєсноводной» , так як знаходиться на березі озера. Спочатку жителі села будували пластяні — «лугові» будинки («візхауси»). У 1930-х роках почали будувати саманні будинки. Також будували дерев'яні будинки, за деревом їздили в Бор за 150 кілометрів.
До революції тут була своя національна школа. У село приїжджав пастор зі Славгорода, литовець за національністю, він вів службу літературною німецькою мовою. У 1926 році була сільрада. У 1929 році багато жителів села виїхало до Америки.
У роки колективізації було організовано колгосп «Промінь» (рос. Луч). В 1937 у багато мешканців села було репресовано. В 1942 багатьох мобілізовано до трудармії, під Ульяновськ, на шахти в Підмосков'ї. У 1945 році в село були привезені репатріанти, які одними з перших поїхали до Німеччини, ще в 1970-х роках

## Населення
Населення — 156 осіб (2010; 308 у 2002).
Національний склад (станом на 2002 рік):
- росіяни — 46 %
- німці — 40 %